# Copa Panamericana de Voleibol Masculino de 2024
La XVII Copa Panamericana de Voleibol Masculino se celebrará del 14 de julio al 21 de julio de 2024 en Santo Domingo, República Dominicana. El torneo contará con la participación de 7 selecciones nacionales de la NORCECA y 3 de la Confederación Sudamericana de Voleibol.

## Equipos participantes
NORCECA (Confederación del Norte, Centroamérica y del Caribe):
- Canadá
- Cuba
- Guatemala
- Estados Unidos
- México
- Puerto Rico
- República Dominicana (Local)

CSV (Confederación Sudamericana de Voleibol):
- Chile
- Colombia
- Perú

### Conformación de los grupos
Para la conformación de los grupos las diez selecciones participantes fueron distribuidas en dos grupos de cinco equipos.
Los grupos quedaron conformados de la siguiente manera.
| Grupo A        | Grupo B              |
| -------------- | -------------------- |
| Estados Unidos | República Dominicana |
| Chile          | Colombia             |
| Puerto Rico    | Perú                 |
| Canadá         | Guatemala            |
| México         | Cuba                 |

### Grupo A

#### Clasificación
| Pos | Equipo         | PJ | PG | PP | SF | SC | DS | PTS |
| --- | -------------- | -- | -- | -- | -- | -- | -- | --- |
| 1   | Canadá         | 0  | 0  | 0  | 0  | 0  | 0  | 0   |
| 2   | Estados Unidos | 0  | 0  | 0  | 0  | 0  | 0  | 0   |
| 3   | Puerto Rico    | 0  | 0  | 0  | 0  | 0  | 0  | 0   |
| 4   | Chile          | 0  | 0  | 0  | 0  | 0  | 0  | 0   |
| 5   | México         | 0  | 0  | 0  | 0  | 0  | 0  | 0   |

#### Resultados
| Fecha    | Encuentro                    | Resultado | Set   | Set   | Set   | Set   | Set   | Puntuación total | Tiempo |
| Fecha    | Encuentro                    | Resultado | 1     | 2     | 3     | 4     | 5     | Puntuación total | Tiempo |
| -------- | ---------------------------- | --------- | ----- | ----- | ----- | ----- | ----- | ---------------- | ------ |
| 14-07-24 | Chile - México               | 2-3       | 22-25 | 23-25 | 25-19 | 25-15 | 13-15 |                  |        |
| 14-07-24 | Estados Unidos - Puerto Rico | 3-1       | 25-21 | 25-28 | 29-31 | 25-18 |       |                  |        |
| 15-07-24 | Canadá - Puerto Rico         | 3-0       | 25-22 | 25-21 | 25-23 |       |       |                  |        |
| 15-07-24 | Estados Unidos - México      | 3-1       | 25-19 | 23-25 | 25-20 | 25-18 |       |                  |        |
| 16-07-24 | Chile - Puerto Rico          | 3-1       | 27-25 | 28-26 | 17-25 | 25-22 |       |                  |        |
| 16-07-24 | Estados Unidos - Canadá      | 2-3       | 25-19 | 20-25 | 27-25 | 23-25 | 9-15  |                  |        |
| 17-07-24 | México - Canadá              | 0-3       | 15-25 | 19-25 | 20-25 |       |       |                  |        |
| 17-07-24 | Estados Unidos - Chile       | 3-0       | 25-23 | 24-14 | 25-15 |       |       |                  |        |
| 18-07-24 | México - Puerto Rico         | 0-3       | 17-25 | 22-25 | 16-25 |       |       |                  |        |
| 18-07-24 | Canadá - Chile               | 3-0       | 25-19 | 25-19 | 26-24 |       |       |                  |        |

### Grupo B

#### Clasificación
| Pos | Equipo               | PJ | PG | PP | SF | SC | DS | PTS |
| --- | -------------------- | -- | -- | -- | -- | -- | -- | --- |
| 1   | Cuba                 | 0  | 0  | 0  | 0  | 0  | 0  | 3   |
| 2   | Colombia             | 0  | 0  | 0  | 0  | 0  | 0  | 3   |
| 3   | República Dominicana | 0  | 0  | 0  | 0  | 0  | 0  | 3   |
| 4   | Perú                 | 0  | 0  | 0  | 0  | 0  | 0  | 6   |
| 5   | Guatemala            | 0  | 0  | 0  | 0  | 0  | 0  | 0   |

#### Resultados
| Fecha    | Encuentro                        | Resultado | Set   | Set   | Set   | Set   | Set | Puntuación total | Tiempo |
| Fecha    | Encuentro                        | Resultado | 1     | 2     | 3     | 4     | 5   | Puntuación total | Tiempo |
| -------- | -------------------------------- | --------- | ----- | ----- | ----- | ----- | --- | ---------------- | ------ |
| 14-07-24 | Colombia - Guatemala             | 3-0       | 25-18 | 25-16 | 25-16 |       |     |                  |        |
| 14-07-24 | República Dominicana - Perú      | 3-1       | 25-16 | 28-30 | 28-18 | 25-17 |     |                  |        |
| 15-07-24 | Cuba - Colombia                  | 3-0       | 25-18 | 25-23 | 25-21 |       |     |                  |        |
| 15-07-24 | Perú - Guatemala                 | 3-0       | 25-18 | 25-22 | 25-22 |       |     |                  |        |
| 16-07-24 | Cuba - Perú                      | 3-1       | 16-25 | 25-17 | 25-17 | 25-19 |     |                  |        |
| 16-07-24 | República Dominicana - Guatemala | 3-0       | 25-22 | 25-19 | 25-22 |       |     |                  |        |
| 17-07-24 | Guatemala - Cuba                 | 0-3       | 11-25 | 20-25 | 20-25 |       |     |                  |        |
| 17-07-24 | República Dominicana - Colombia  | 1-3       | 18-25 | 26-28 | 27-25 | 27-29 |     |                  |        |
| 18-07-24 | Colombia - Perú                  | 3-1       | 25-20 | 22-25 | 25-22 | 25-16 |     |                  |        |
| 18-07-24 | República Dominicana - Cuba      | 1-3       | 18-25 | 25-23 | 23-25 | 13-25 |     |                  |        |

## Fase final
|  | Cuartos de final | Cuartos de final     | Cuartos de final |        |   | Semifinales | Semifinales   | Semifinales   |               |                | Final          | Final       | Final |  |
|  |                  |                      |                  |        |   |             |               |               |               |                |                |             |       |  |
|  |                  |                      |                  |        |   |             |               |               |               |                |                |             |       |  |
|  |                  |                      |                  |        |   |             |               |               |               |                |                |             |       |  |
|  |                  |                      |                  |        |   |             |               |               |               |                |                |             |       |  |
|  |                  |                      |                  |        |   |             |               |               |               |                |                |             |       |  |
|  |                  | 1                    | Estados Unidos   | 3      |   |             |               |               |               |                |                |             |       |  |
|  |                  |                      |                  | 3      |   |             |               |               |               |                |                |             |       |  |
|  |                  |                      |                  | Cuba   | 1 |             |               |               |               |                |                |             |       |  |
|  | 2C               | República Dominicana | 0                | Cuba   | 1 |             |               |               |               |                |                |             |       |  |
|  | 2C               | República Dominicana | 0                |        |   |             |               |               |               |                |                |             |       |  |
|  | 2A               | Estados Unidos       | 3                |        |   |             |               |               |               |                |                |             |       |  |
|  | 2A               | Estados Unidos       | 3                |        |   |             |               |               |               | Estados Unidos | Estados Unidos | 1           |       |  |
|  |                  |                      |                  |        |   |             |               |               |               | Estados Unidos | Estados Unidos | 1           |       |  |
|  |                  |                      | Canadá           | Canadá | 3 |             |               |               |               |                |                |             |       |  |
|  |                  |                      | Canadá           | Canadá | 3 |             |               |               |               |                |                |             |       |  |
|  |                  |                      |                  |        |   |             |               |               |               |                |                |             |       |  |
|  |                  |                      |                  |        |   |             |               |               |               |                |                |             |       |  |
|  |                  | 2                    | Puerto Rico      | 1      |   |             | Tercer puesto | Tercer puesto | Tercer puesto |                |                |             |       |  |
|  |                  |                      |                  | 1      |   |             | Tercer puesto | Tercer puesto | Tercer puesto |                |                |             |       |  |
|  |                  |                      |                  | Canadá | 3 |             |               |               |               |                |                |             |       |  |
|  | 1A               | Colombia             | 0                | Canadá | 3 |             |               | Cuba          | Cuba          | 1              |                |             |       |  |
|  | 1A               | Colombia             | 0                |        |   |             |               |               | Cuba          | 1              |                |             |       |  |
|  | 2B               | Puerto Rico          | 3                |        |   |             |               |               |               |                | Puerto Rico    | Puerto Rico | 3     |  |
|  | 2B               | Puerto Rico          | 3                |        |   |             |               |               |               |                | Puerto Rico    | Puerto Rico | 3     |  |
|  |                  |                      |                  |        |   |             |               |               |               |                |                |             |       |  |